# Cryphia
Cryphia – rodzaj motyli z rodziny sówkowatych i podrodziny Bryophilinae. Zamieszkują Europę, Azję, Afrykę i Amerykę Północną.

## Morfologia
Motyle małych do przeciętnych jak na przedstawicieli rodziny rozmiarów, zwykle kamuflujące się ubarwieniem na tle porostów. Głowa ich cechuje się szerokim i zaokrąglonym czołem. Aparat gębowy ma wykształconą, rzadko uwstecznioną ssawkę oraz krótkie głaszczki wargowe o członie trzecim dwukrotnie dłuższym niż poprzedni.  Skrzydło przedniej pary ma tło zielone, brązowe, szare lub brunatnoszare, wzór zaś z zielonawymi nasadą i częścią zewnętrzną. Odwłok samicy ma wydłużone i na szczycie zaokrąglone pokładełko oraz przydatki tylne co najmniej tak długie jak przydatki przednie. Jej torebka kopulacyjna odznacza się krótkim, walcowatym przedsionkiem, jajowatym korpusem z zesklerotyzowaną łatką przy ujściu przewodu, a samym przewodem zaopatrzonym w skleryty. Genitalia samca mają przeciętnie rozwinięty unkus z hakowatym wierzchołkiem, zazwyczaj krótszy od winkulum tegumen, spiczasto zakończoną krawędź brzuszną walwy, wyrostek walwy (harpe) trójkątny lub całkiem nieobecny, umiarkowanie rozwinięty sakulus, silnie zesklerotyzowaną i szeroką zawieszkę, długą i wąską jukstę oraz zazwyczaj krótki i szeroki edeagus ze stosunkowo krótką, jajowatą, błoniastą wezyką opatrzoną drobnymi kolcami.

## Ekologia i występowanie
Gąsienice są lichenofagami żerującymi na porostach.
Przedstawiciele rodzaju występują w krainach: palearktycznej, nearktycznej, etiopskiej i orientalnej, przy czym zdecydowana większość gatunków zamieszkuje pierwszą z wymienionych. W Europie stwierdzono obecność siedmiu gatunków z podrodzaju nominatywnego i czterech z podrodzaju Eutheles. Z terenu Polski wykazano trzy gatunki (zobacz: Bryophilinae Polski).

## Taksonomia
Takson ten wprowadzony został w 1818 roku przez Jacoba Hübnera. W 1820 roku Hübner wprowadził jeszcze rodzaj Euthales. W 1908 roku George Francis Hampson gatunkiem typowym Cryphia wyznaczył Noctua receptricula, opisaną w 1803 roku przez Hübnera, a gatunkiem typowym Euthales wyznaczył Noctua algae, opisaną w 1775 roku przez Johana Christian Fabriciusa. W 2009 roku Euthales obniżony został on do rangi podrodzaju w obrębie Cryphia przez Michaela Fibigera i współpracowników.
Do rodzaju należą gatunki:

- Cryphia albiclava (Hampson, 1908)
- Cryphia albistigma (Moore, 1867)
- Cryphia albipuncta (Barnes et McDunnough, 1910)
- Cryphia algae (Fabricius, 1775) – porostnica glonówka
- Cryphia amasina (Draudt, 1931)
- Cryphia amseli Boursin, 1952
- Cryphia amygdalina Boursin, 1963
- Cryphia anaemica (Hampson, 1914)
- Cryphia antias (Culot, 1912)
- Cryphia arabtricula Hacker, 2002
- Cryphia atlantis (Schwingenschuss, 1935)
- Cryphia atrimixta (Hampson, 1918)
- Cryphia basichlora Kononenko, 1998
- Cryphia basivittata Ronkay, Varga et Hreblay, 1998
- Cryphia bilineata (Rothschild, 1914)
- Cryphia bryophasma (Boursin, 1951)
- Cryphia chloromixta (Alpheraky, 1892)
- Cryphia cuerva (Barnes, 1907)
- Cryphia dactylophora (Fischer de Waldheim, 1840)
- Cryphia deceptura (Walker, 1865)
- Cryphia distincta (Christoph, 1887)
- Cryphia domestica (Hufnagel, 1766)
- Cryphia draudti Han et Kononenko, 2010
- Cryphia duskeimima Ronkay, Varga et Hreblay, 1998
- Cryphia electra Fibiger, Steiner et Ronkay, 2009
- Cryphia ereptricula (Treitschke, 1825)
- Cryphia fascia (Smith, [1904])
- Cryphia flavidior (Barnes et McDunnough, 1911)
- Cryphia flavipuncta Mustelin, 2006
- Cryphia fraudatricula (Hübner, [1803]) – porostnica oszustka
- Cryphia fulvifusa (Hampson, 1911)
- Cryphia gea Boursin, 1954
- Cryphia griseola (Nagano, 1918)
- Cryphia hohuana Hreblay et Ronkay, 2000
- Cryphia iridescens (Felder, 1874)
- Cryphia labecula (Lederer, 1855)
- Cryphia leucomelaena (Hampson, 1908)
- Cryphia lichenea (Hampson, 1891)
- Cryphia lichengshihi Ronkay, Ronkay et Pekarsky, 2023
- Cryphia lusitanica (Draudt, 1931)
- Cryphia maritima Sugi, 1980
- Cryphia mediofusca Sugi, 1959
- Cryphia merhaba Hacker et Fibiger, 2006
- Cryphia minima (Wiltshire, 1949)
- Cryphia minutissima (Draudt, 1950)
- Cryphia mitsuhashi (Marumo, 1917)
- Cryphia moeonis (Lederer, 1865)
- Cryphia muralis (Forster, 1771)
- Cryphia nana (Barnes et McDunnough, 1911)
- Cryphia nilgiria (Moore, 1881)
- Cryphia oaklandiae (Barnes et McDunnough, 1911)
- Cryphia ochrota (Hampson, 1908)
- Cryphia ochsi (Boursin, 1940)
- Cryphia olivacea (Smith, 1891)
- Cryphia olivella (Draudt, 1950)
- Cryphia omalosi Fibiger et Svendsen, 1998
- Cryphia orthogramma Boursin, 1954
- Cryphia pallida (Bethune-Baker, 1894)
- Cryphia pallidioides Poole, 1989
- Cryphia parva (Sugi, 1980)
- Cryphia paulina (Staudinger, 1892)
- Cryphia petrea (Guenée, 1852)
- Cryphia petricolor (Lederer, 1869)
- Cryphia poliophaea (Hampson, 1908)
- Cryphia postochrea (Hampson, 1893)
- Cryphia prasina (Draudt, 1950)
- Cryphia ravula (Hübner, [1813])
- Cryphia receptricula (Hübner, [1803])
- Cryphia rectilinea (Warren, 1909)
- Cryphia reservata Zolotarenko et Dubatolov, 1995
- Cryphia rungsi (Boursin, 1940)
- Cryphia sarepta (Barnes, 1907)
- Cryphia seladonia (Christoph, 1885)
- Cryphia simulatricula (Guenée, 1852)
- Cryphia strobinoi Dujardin, 1972
- Cryphia sugitanii Boursin, 1961
- Cryphia suzukiella (Matsumura, 1931)
- Cryphia tenerifensis Pinker, 1969
- Cryphia tephrocharis Boursin, 1954
- Cryphia tibetica (Draudt, 1950)
- Cryphia ustata (Turati, 1930)
- Cryphia vandalusiae (Duponchel, 1842)
- Cryphia vartianica Boursin, 1969
- Cryphia virescens (Hampson, 1894)
- Cryphia xizanga Han, Kononenko et Behounek, 2011